# 伊格纳西奥·马卡亚
伊格纳西奥·马卡亚（西班牙語：Ignacio Macaya，1933年12月2日—2006年9月5日），西班牙男子曲棍球运动员。他曾代表西班牙参加1960年和1964年夏季奥林匹克运动会曲棍球比赛，获得一枚铜牌。

## 家庭
表哥华金·杜阿尔德、爱德华多·杜阿尔德。